# 새만금위원회
새만금위원회는 새만금사업의 효율적인 개발, 관리 및 환경보전 등 중요사항을 심의하기 위하여 2009년에 설치된 국무총리 소속의 심의위원회이다.

## 설립 근거
- 새만금사업 촉진을 위한 특별법 제33조
- 새만금사업 촉진을 위한 특별법 시행령 제27조

## 주요 기능
- 새만금사업 관련 중요 의사결정 사항 심의
- 기본구상에 관한 사항 심의
- 기본계획에 관한 사항 심의
- 그 밖에 위원장이 필요하다고 인정하여 부의하는 사항 심의 등

## 위원회 구성
- 위원장 : 국무총리, 민간공동위원장(대통령 임명)
- 당연직(10명) : 기획재정부장관, 교육과학기술부장관, 행정안전부장관, 문화체육관광부장관, 농림수산식품부장관, 지식경제부장관, 환경부장관, 국토해양부장관, 국무총리실장, 전라북도지사
- 위촉직(13명) : 학계 10명, 연구계 2명, 기업계 1명

## 주요 논의사항
- 새만금 내부개발 기본구상 및 종합실천계획안(관계부처 합동)
- 새만금방조제 준공 준비상황 및 향후 운영관리계획(농식품부)
- 새만금 종합개발계획(MP) 수립 추진상황(관계부처 합동)
- 유보구간 방수 시설물 축조방안 (관계부처 합동)
- 새만금 국제심포지엄(환경·관광개발) 개최 계획(환경부·문광부)